# 圣安娜-杜马纽阿苏
圣安娜-杜马纽阿苏是巴西米纳斯吉拉斯州的一个市镇。总面积346.964平方公里，总人口8185人，人口密度23.6人/平方公里。